# Эксперимент доктора Абста
«Эксперимент доктора Абста» — приключенческий фильм режиссёра Антона Тимонишина по роману Александра Насибова «Безумцы».
Фильм посмотрели 29,4 млн зрителей.

## Сюжет
Военврача Карцова, моряка с погибшего тральщика, из-за сделанной в молодости татуировки с именем друга, все принимают за немца Ханса Рейнхельта — и союзники, и фашисты. Карцов по стечению обстоятельств попадает на секретную базу, где некий доктор Абст проводит эксперименты по зомбированию военных водолазов, как своих, так и бывших союзников-итальянцев, чтобы использовать их в крупной диверсионной операции.

## В ролях
- Сергей Десницкий — Кирилл Карцов
- Лаймонас Норейка — Артур Абст
- Олев Эскола — немецкий адмирал[2]
- Пеэтер Кард — Гюнтер Руприх
- Вячеслав Воронин — Йозеф Шустер
- Евгений Весник — матрос Джабб
- Сергей Сибель — лейтенант Фред Борхольм
- Галикс Колчицкий — майор Вудсон
- Витаутас Томкус — Вальтер
- Улдис Пуцитис — Густав Глюк
- Жанна Владимирская — Марта Ришер
- Геннадий Воропаев — лейтенант Джорджо Пелла
- Лесь Сердюк — сержант Бруно Гаррита
- Генрикас Кураускас — Мюллер
- Леонид Данчишин
- Олег Комаров
- Генрих Осташевский — эпизод

## Съёмочная группа
- Режиссёр: Антон Тимонишин
- Сценарий: Александр Насибов
- Оператор: Александр Яновский
- композитор Евгений Зубцов
- Звукооператор Ростислав Максимцов
- Художник: Эдуард Шейкин
- Директор картины: Давид Яновер